# U.S. Route 26
La U.S. Route 26 o Ruta Federal 26 (abreviada US 26) es una autopista federal ubicada en el estado de Idaho. La autopista inicia en el oeste desde la Frontera con Oregón hacia el este en la Frontera con Wyoming en Alpine. La autopista tiene una longitud de 629,2 km (391 mi).

## Mantenimiento
Al igual que las carreteras estatales, las carreteras interestatales, y el resto de rutas federales, la U.S. Route 26 es administrada y mantenida por el Departamento de Transporte de Idaho por sus siglas en inglés ITD.

## Cruces
La U.S. Route 26 es atravesada principalmente por la US 20 .